# Sadakat Kadri
Sadakat Kadri (1964, Londres) es un abogado, autor, escritor de viajes y periodista. Uno de sus principales papeles como abogado fue asistir en el proceso del antiguo presidente de Malaui: Hastings Banda. Como miembro del Asociación de Abogados de Nueva York ha trabajado como voluntario con la Unión Estadounidense por las Libertades Civiles. Además también se ha especializado en asuntos relacionados con la libertad de información.
Su paralela carrera como escritor de viajes empezó con una visita a Praga durante la Revolución de Terciopelo de 1989 como uno de los pocos «no periodistas» que acudían para observar la realidad de los cambios sin estar paralizado por las conferencias de prensa ni los plazos de presentación. Se quedó en Praga dos años para escribir la innovadora Guía Cadogan para esa ciudad.. Su libro de 2005, The Trial: A History, from Socrates to O. J. Simpson fue escrito después de pasar dos años y medio en Manhattan después de llegar poco antes del atentado del 11 de septiembre de 2001. Actualmente vive en Londres y escribe artículos legales para las revistas británicas New Statesman y London Review of Books.

## Trabajos destacados
- 1991: Prague, Cadogan city guides, ISBN 978-1-86011-214-0
- 2005: The Trial: A History, from Socrates to O. J. Simpson, ISBN 978-0-375-50550-8
- 2012: Heaven on Earth: A Journey Through Shari'a Law from the Deserts of Ancient Arabia to the Streets of the Modern Muslim World, ISBN 978-0-374-16872-8